# Nemoura chattriki
Nemoura chattriki är en bäcksländeart som beskrevs av Aubert 1967. Nemoura chattriki ingår i släktet Nemoura och familjen kryssbäcksländor. Inga underarter finns listade i Catalogue of Life.